# Territoires de progrès
Pour les articles homonymes, voir TDP.
Territoires de progrès (abrégé en TDP ou TdP), officiellement dénommé Territoires de progrès – Mouvement social-réformiste, est un parti politique français de centre gauche créé en janvier 2020 par les ministres Jean-Yves Le Drian et Olivier Dussopt. Plusieurs autres ministres macronistes ont également rejoint le mouvement, dont Agnès Pannier-Runacher, Jean-François Carenco et Patricia Mirallès. Il regroupe d'anciens élus du Parti socialiste (PS) devenus parties prenantes de la majorité présidentielle d'Emmanuel Macron, autour des cofondateurs du mouvement. Il est dirigé à partir d'octobre 2021 par l'ancien ministre du Travail Olivier Dussopt. Le parti constitue l’aile social-démocrate de la majorité présidentielle.
Une de ses membres, Élisabeth Borne, devient Première ministre lors de la seconde présidence d'Emmanuel Macron le 16 mai 2022.
Le 17 septembre 2022 lors de son congrès à Marseille, Territoires de progrès est devenu parti associé à Renaissance.

## Histoire

### Création
Le parti est créé en janvier 2020 par d'anciens élus sociaux-démocrates, principalement issus du Parti socialiste (PS). Il est officiellement lancé le 1er février 2020, lors d'un meeting à Pantin, en Seine-Saint-Denis, puis présenté en conférence de presse le 2 juillet 2020. Le parti compte alors 51 députés, membres du Groupe La République en marche à l'Assemblée nationale, quatre sénateurs et un député européen. L'ancien député Gilles Savary devient son délégué général et le sénateur Xavier Iacovelli devient son secrétaire général jusqu'au premier congrès fondateur d'octobre 2021.
La création du parti est fraîchement accueillie par Olivier Faure, premier secrétaire du PS, qui compare Territoires de progrès à « un club d'alcooliques anonymes » ayant « trahi la gauche ».

### Élections de 2022
La majorité des députés de Territoires de progrès échouent à se faire réélire lors des élections législatives de 2022.
Le 17 septembre 2022, au cours du congrès qui transforme La République en marche en Renaissance, Agir et Territoires de progrès deviennent partis associés de Renaissance. Celle-ci doit être entérinée par le congrès de TdP le 26 novembre suivant. Le 18 novembre, une quinzaine de cadres de TdP opposés à la fusion, dont les cofondateurs Gilles Savary et Yves Durand et l'ancien maire de Strasbourg Roland Ries, quittent le parti. Ils se regroupent au sein d'un « collectif des sociaux-démocrates réformateurs » et annoncent se rapprocher de la Fédération progressiste fondée par François Rebsamen.
Selon son fondateur Gilles Savary, qui l'a quitté en 2021, Territoires de progrès a été transformé par Olivier Dussopt en un « petit club de supporters, dédié à son aventure personnelle ».
En 2024, le parti est décrit comme « en sommeil ». Il est cependant réactivé à partir de janvier 2025 à l'occasion du congrès. Xavier Iacovelli succède à Olivier Dussopt à la tête du parti.

## Orientation politique revendiquée
Territoires de progrès se définit comme de centre gauche, social-démocrate, progressiste et défenseur des territoires. Le parti est membre d'Ensemble regroupant les partis de la majorité présidentielle depuis décembre 2021. Il a vocation à rassembler l'« aile gauche » de ladite majorité, en « contrepoids » du centre droit. Toutefois, selon son délégué général Gilles Savary, Territoires de progrès est un parti qui se veut indépendant de LREM et qui « ne renie pas le PS » tout en se sentant « plus proche du SPD allemand que du PS ».

## Identité visuelle

Logo de 2020 à 2021.
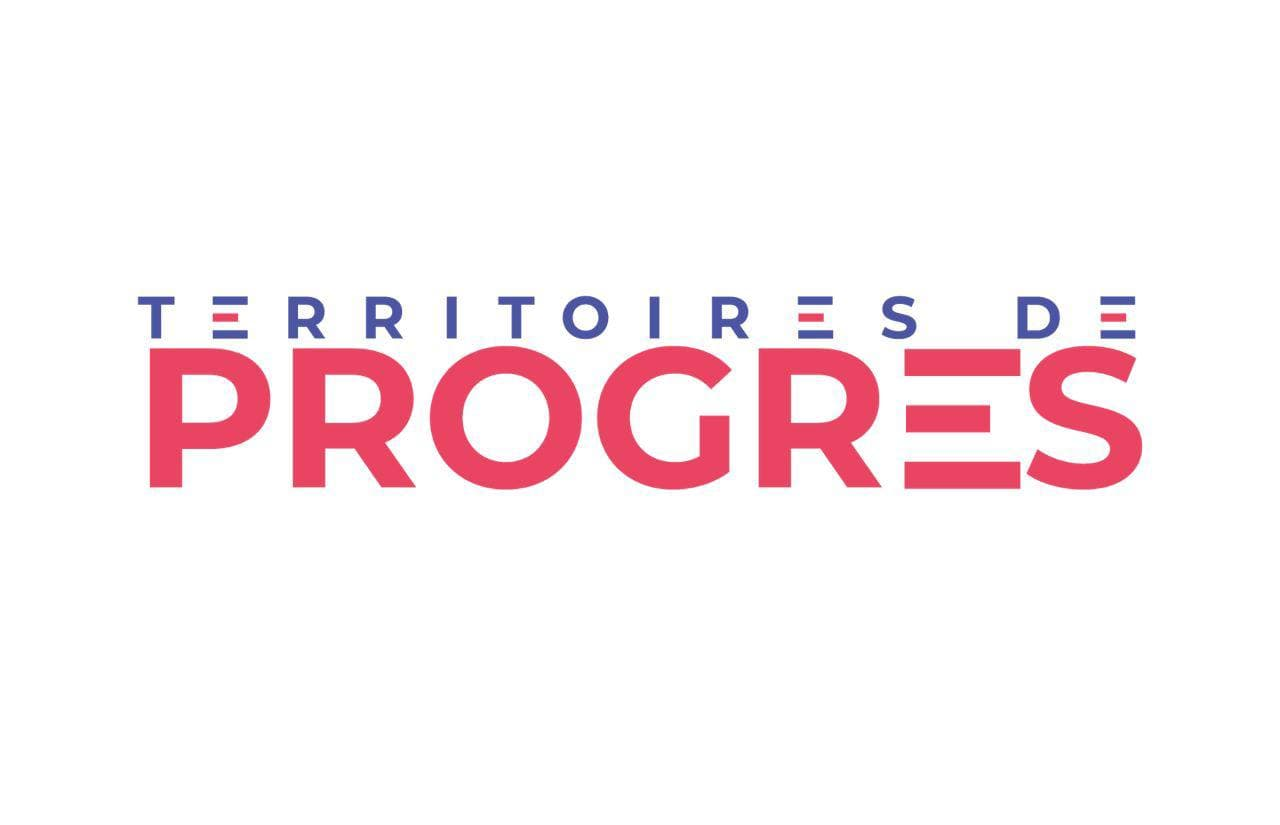
Logo depuis 2021.
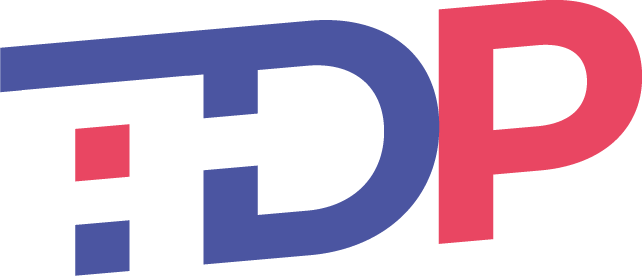
Logo alternatif depuis 2021.

## Représentation

### Au gouvernement
Gouvernement Borne (2022-2024)
- Élisabeth Borne, Première ministre
- Clément Beaune, ministre délégué chargé de l'Europe
- Brigitte Bourguignon, ministre de la Santé et de la Prévention (quitte le gouvernement après sa défaite aux élections législatives de juin 2022)
- Olivier Dussopt, ministre du Travail, du Plein emploi et de l'Insertion
- Agnès Pannier-Runacher, ministre de la Transition énergétique
- Olivier Véran, ministre délégué chargé des Relations avec le Parlement et de la Vie démocratique
- Patricia Mirallès, Ministre déléguée à la mémoire et aux anciens combattants

Gouvernement Castex (2020-2022)
- Jean-Yves Le Drian, ministre de l'Europe et des Affaires étrangères
- Florence Parly, ministre des Armées
- Élisabeth Borne, ministre du Travail, de l'Emploi et de l'Insertion
- Olivier Véran, Ministre des Solidarités et de la Santé
- Emmanuelle Wargon, ministre déléguée chargée du Logement
- Olivier Dussopt, ministre délégué chargé des Comptes publics
- Agnès Pannier-Runacher, ministre déléguée chargée de l'Industrie[23]
- Brigitte Bourguignon, ministre déléguée chargée de l'Autonomie

Gouvernement Philippe II (2017-2020)
- Jean-Yves Le Drian, ministre de l'Europe et des Affaires étrangères
- Olivier Dussopt, secrétaire d'État auprès du ministre de l'Action et des Comptes publics

### Au Sénat
| Nom              | Première élection | Circonscription | Groupe |
| ---------------- | ----------------- | --------------- | ------ |
| Michel Dagbert   | 2017              | Pas-de-Calais   | RDPI   |
| Éric Gold        | 2017              | Puy-de-Dôme     | RDSE   |
| André Guiol      | 2020              | Var             | RDSE   |
| Xavier Iacovelli | 2017              | Hauts-de-Seine  | RDPI   |

Période 2017-2020
- Françoise Cartron, sénatrice de la Gironde (2008-2020)
- Éric Gold, sénateur du Puy-de-Dôme (depuis 2017)
- Claude Haut, sénateur de Vaucluse (1995-2020)
- Xavier Iacovelli, sénateur des Hauts-de-Seine (depuis 2017)
- Richard Yung, sénateur des Français établis hors de France (2004-2021)

### À l'Assemblée nationale

#### XVelégislature
| Nom                           | Première élection | Circonscription                                     | Groupe    |
| ----------------------------- | ----------------- | --------------------------------------------------- | --------- |
| Stéphane Trompille            | 2017              | 4e circonscription de l'Ain                         | LREM      |
| Saïd Ahamada                  | 2017              | 7e circonscription des Bouches-du-Rhône             | LREM      |
| Jean-Marc Zulesi              | 2017              | 8e circonscription des Bouches-du-Rhône             | LREM      |
| Monica Michel                 | 2017              | 16e circonscription des Bouches-du-Rhône            | LREM      |
| Sandra Marsaud                | 2017              | 2e circonscription de la Charente                   | LREM      |
| Philippe Chassaing            | 2017              | 1re circonscription de la Dordogne                  | LREM      |
| Fannette Charvier             | 2017              | 1re circonscription du Doubs                        | LREM      |
| Éric Alauzet                  | 2012              | 2e circonscription du Doubs                         | LREM      |
| Denis Sommer                  | 2017              | 3e circonscription du Doubs                         | LREM      |
| Frédéric Barbier              | 2015              | 4e circonscription du Doubs                         | LREM      |
| Didier Le Gac                 | 2017              | 3e circonscription du Finistère                     | LREM      |
| Françoise Dumas               | 2012              | 1re circonscription du Gard                         | LREM      |
| Véronique Hammerer            | 2017              | 11e circonscription de la Gironde                   | LREM      |
| Patricia Mirallès             | 2017              | 1re circonscription de l'Hérault                    | LREM      |
| Laurence Maillart-Méhaignerie | 2017              | 2e circonscription d'Ille-et-Vilaine                | LREM      |
| Jean-Charles Colas-Roy        | 2017              | 2e circonscription de l'Isère                       | LREM      |
| Émilie Chalas                 | 2017              | 3e circonscription de l'Isère                       | LREM      |
| Marjolaine Meynier-Millefert  | 2017              | 10e circonscription de l'Isère                      | LREM      |
| Lionel Causse                 | 2017              | 2e circonscription des Landes                       | LREM      |
| Jean-Michel Mis               | 2017              | 2e circonscription de la Loire                      | LREM      |
| Yves Daniel                   | 2012              | 6e circonscription de la Loire-Atlantique           | LREM      |
| Alexandre Freschi             | 2017              | 2e circonscription de Lot-et-Garonne                | LREM      |
| Stéphane Travert              | 2012              | 3e circonscription de la Manche (depuis 2018)       | LREM      |
| Hervé Pellois                 | 2012              | 1re circonscription du Morbihan                     | LREM      |
| Nicole Le Peih                | 2017              | 3e circonscription du Morbihan                      | LREM      |
| Belkhir Belhaddad             | 2017              | 1re circonscription de la Moselle                   | LREM      |
| Christophe Arend              | 2017              | 6e circonscription de la Moselle                    | LREM      |
| Patrice Perrot                | 2017              | 2e circonscription de la Nièvre                     | LREM      |
| Brigitte Liso                 | 2017              | 4e circonscription du Nord                          | LREM      |
| Catherine Osson               | 2017              | 8e circonscription du Nord                          | LREM      |
| Jacqueline Maquet             | 2007              | 2e circonscription du Pas-de-Calais                 | LREM      |
| Anne Brugnera                 | 2017              | 4e circonscription du Rhône                         | LREM      |
| Anissa Khedher                | 2017              | 7e circonscription du Rhône                         | LREM      |
| Rémy Rebeyrotte               | 2017              | 3e circonscription de Saône-et-Loire                | LREM      |
| Anne-Christine Lang           | 2017              | 10e circonscription de Paris                        | LREM      |
| Michèle Peyron                | 2017              | 9e circonscription de Seine-et-Marne                | LREM      |
| Sophie Beaudouin-Hubière      | 2017              | 1re circonscription de la Haute-Vienne              | LREM      |
| Pierre Venteau                | 2017              | 2e circonscription de la Haute-Vienne (depuis 2019) | LREM      |
| Francis Chouat                | 2018              | 1re circonscription de l'Essonne (depuis 2018)      | LREM app. |
| Stéphanie Atger               | 2017              | 6e circonscription de l'Essonne                     | LREM      |
| Jacques Marilossian           | 2017              | 7e circonscription des Hauts-de-Seine               | LREM      |
| Laurianne Rossi               | 2017              | 11e circonscription des Hauts-de-Seine              | LREM      |
| Stéphane Testé                | 2017              | 12e circonscription de la Seine-Saint-Denis         | LREM      |
| François Pupponi              | 2007              | 8e circonscription du Val-d'Oise                    | MoDem     |

#### XVIelégislature
| Nom                          | Première élection | Circonscription                            | Groupe |
| ---------------------------- | ----------------- | ------------------------------------------ | ------ |
| Éric Alauzet                 | 2012              | 2e circonscription du Doubs                | LREM   |
| Belkhir Belhaddad            | 2017              | 1re circonscription de la Moselle          | LREM   |
| Mounir Belhamiti             | 2017              | 1re circonscription de la Loire-Atlantique | LREM   |
| Danielle Brulebois           | 2017              | 1re circonscription du Jura                | LREM   |
| Lionel Causse                | 2017              | 2e circonscription des Landes              | LREM   |
| Christine Decodts            | 2017              | 13e circonscription du Nord                | LREM   |
| Olivier Dussopt              | 2007              | 2e circonscription de l'Ardèche            | LREM   |
| Pascal Lavergne              | 2017              | 12e circonscription de la Gironde          | LREM   |
| Jean-François Lovisolo       | 2022              | 5e circonscription de Vaucluse             | LREM   |
| Jacqueline Maquet            | 2007              | 2e circonscription du Pas-de-Calais        | LREM   |
| Christophe Marion            | 2022              | 3e circonscription de Loir-et-Cher         | LREM   |
| Sandra Marsaud               | 2017              | 2e circonscription de la Charente          | LREM   |
| Lysiane Métayer              | 2022              | 5e circonscription du Morbihan             | LREM   |
| Marjolaine Meynier-Millefert | 2017              | 10e circonscription de l'Isère             | LREM   |
| Patricia Mirallès            | 2017              | 1re circonscription de l'Hérault           | LREM   |
| Philippe Sorez               | 2022              | 1re circonscription de l'Hérault           | LREM   |
| Michèle Peyron               | 2017              | 9e circonscription de Seine-et-Marne       | LREM   |
| Benoit Mournet               | 2022              | 2e circonscription des Hautes-Pyrénées     | LREM   |
| Rémy Rebeyrotte              | 2017              | 3e circonscription de Saône-et-Loire       | LREM   |
| Stéphane Travert             | 2012              | 3e circonscription de la Manche            | LREM   |

#### XVIIelégislature
| Nom                    | Première élection | Circonscription                     | Groupe |
| ---------------------- | ----------------- | ----------------------------------- | ------ |
| Belkhir Belhaddad      | 2017              | 1re circonscription de la Moselle   | EPR    |
| Stéphane Travert       | 2012              | 3e circonscription de la Manche     | EPR    |
| Agnès Pannier-Runacher | 2024              | 2e circonscription du Pas-de-Calais | EPR    |
| Sandra Marsaud         | 2017              | 2e circonscription de la Charente   | EPR    |
| Christophe Marion      | 2022              | 3e circonscription de Loir-et-Cher  | EPR    |
| Lionel Causse          | 2017              | 2e circonscription des Landes       | EPR    |
| Danielle Brulebois     | 2017              | 1re circonscription du Jura         | EPR    |
| Élisabeth Borne        | 2022              | 6e circonscription du Calvados      | EPR    |

### Effectifs
| Législature | Nombre de députés | Évolution | Pourcentage |
| ----------- | ----------------- | --------- | ----------- |
| XVe         | 44                | Nv.       | 7,62 %      |
| XVIe        | 20                | 24        | 3,46 %      |
| XVIIe       | 8                 | 12        | 1,38 %      |

### Au Parlement européen
| Nom            | Première élection | Groupe       |
| -------------- | ----------------- | ------------ |
| Irène Tolleret | 2019              | Renew Europe |

## Résultats électoraux

### Élections législatives
| Année | 1er tour | 1er tour | Rang | Sièges   | Gouvernement                         |
| Année | Voix     | %        | Rang | Sièges   | Gouvernement                         |
| ----- | -------- | -------- | ---- | -------- | ------------------------------------ |
| 2022a | 363 828  | 1,60     | 11e  | 19 / 577 | Borne (2022-2024) Attal (2024)       |
| 2024a | 68 053   | 0,18     | 23e  | 1 / 577  | Barnier (2024), Bayrou (depuis 2024) |

a Au sein d'Ensemble, hors candidatures TdP sous étiquette LREM/Renaissance.